# Pseudeuophrys obsoleta
Pseudeuophrys obsoleta là một loài nhện trong họ Salticidae.
Loài này thuộc chi Pseudeuophrys. Pseudeuophrys obsoleta được Eugène Simon miêu tả năm 1868.